# 三闲集
《三闲集》是鲁迅的一部杂文集，收录了鲁迅在1927年－1929年间所写的杂文三十四篇。包括《无声的中国》，《在钟楼上（夜记之二）》，《述香港恭祝圣诞》，《柔石作《二月》小引》，《听说梦》，《风马牛》等。
- 《三闲集》1932年北新书局初版。
- 《鲁迅全集》，人民文学出版社 第4卷